# Bundesliga Femenina 2017-18
La Bundesliga Femenina 2017-18 es la 28.ª edición de la máxima categoría de la liga de fútbol femenino de Alemania. Comenzó el 2 de septiembre de 2017 y terminó el 3 de junio de 2018. El equipo campeón fue el VfL Wolfsburgo y el subcampeón el Bayern de Múnich. Ambos equipos se clasificaron a la Liga de Campeones Femenina de la UEFA.

## Clasificación
| Pos. | Equipo                 | Pts. | PJ | G  | E | P  | GF | GC | Dif. | Clasificación o descenso     |
| ---- | ---------------------- | ---- | -- | -- | - | -- | -- | -- | ---- | ---------------------------- |
| 1    | VfL Wolfsburgo (C)     | 56   | 22 | 18 | 2 | 2  | 56 | 8  | +48  | Calificó a Liga de Campeones |
| 2    | FC Bayern Múnich       | 53   | 22 | 17 | 2 | 3  | 62 | 15 | +47  | Calificó a Liga de Campeones |
| 3    | SC Friburgo            | 48   | 22 | 15 | 3 | 4  | 50 | 15 | +35  |                              |
| 4    | 1. FFC Turbine Potsdam | 45   | 22 | 13 | 6 | 3  | 50 | 21 | +29  |                              |
| 5    | SGS Essen              | 39   | 22 | 12 | 3 | 7  | 43 | 30 | +13  |                              |
| 6    | 1. FFC Frankfurt       | 31   | 22 | 10 | 1 | 11 | 29 | 25 | +4   |                              |
| 7    | SC Sand                | 30   | 22 | 9  | 3 | 10 | 32 | 34 | −2   |                              |
| 8    | TSG Hoffenheim         | 25   | 22 | 8  | 1 | 13 | 22 | 32 | −10  |                              |
| 9    | MSV Duisburg           | 18   | 22 | 6  | 0 | 16 | 16 | 33 | −17  |                              |
| 10   | SV Werder Bremen       | 14   | 22 | 3  | 5 | 14 | 26 | 59 | −33  |                              |
| 11   | 1. FC Colonia          | 11   | 22 | 3  | 2 | 17 | 8  | 78 | −70  | Desciende a 2. Bundesliga    |
| 12   | FF USV Jena            | 10   | 22 | 2  | 4 | 16 | 12 | 56 | −44  | Desciende a 2. Bundesliga    |

 Fuente: 

## Resultados
|                        | DUI | ESS | FRI | FRA | HOF | JEN | KÖL | WER | MUN | POT | SAN | WOL |
| ---------------------- | --- | --- | --- | --- | --- | --- | --- | --- | --- | --- | --- | --- |
| MSV Duisburg           |     | 1-2 | 2-1 | 2-0 | 2-0 | 1-0 | 0-1 | 1-0 | 1-3 | 0-1 | 0-2 | 0-1 |
| SGS Essen              | 3-1 |     | 0-3 | 3-1 | 1-2 | 6-0 | 4-1 | 6-2 | 0-3 | 0-0 | 3-0 | 0-4 |
| SC Friburgo            | 1-0 | 1-1 |     | 0-3 | 2-1 | 5-0 | 6-0 | 4-1 | 2-0 | 1-1 | 3-0 | 1-0 |
| 1. FFC Frankfurt       | 2-1 | 0-1 | 1-2 |     | 2-0 | 4-2 | 2-0 | 4-0 | 0-1 | 0-1 | 1-2 | 0-2 |
| TSG Hoffenheim         | 1-0 | 3-1 | 0-1 | 0-1 |     | 2-3 | 0-1 | 2-0 | 0-4 | 0-4 | 1-0 | 0-1 |
| FF USV Jena            | 3-0 | 0-1 | 0-4 | 0-1 | 0-3 |     |     | 2-2 | 0-5 | 0-5 | 0-1 | 0-4 |
| 1. FC Colonia          | 0-2 | 2-5 | 0-7 | 0-3 | 0-3 | 1-0 |     | 0-2 | 0-8 | 0-8 | 0-6 | 0-6 |
| SV Werder Bremen       | 2-1 | 0-0 | 0-3 | 0-1 | 0-4 | 1-1 | 7-0 |     | 2-7 | 1-5 | 0-3 | 0-5 |
| FC Bayern Múnich       | 3-1 | 2-1 | 0-1 | 3-0 | 1-0 | 0-0 | 2-0 | 4-1 |     | 5-0 | 2-0 | 2-1 |
| 1. FFC Turbine Potsdam | 2-0 | 1-2 | 1-0 | 1-1 | 2-0 | 4-1 | 4-2 | 1-1 | 2-2 |     | 3-1 | 0-1 |
| SC Sand                | 4-0 | 1-3 | 2-2 | 3-2 | 0-0 | 1-0 | 3-0 | 2-2 | 0-4 | 1-2 |     | 0-4 |
| VfL Wolfsburgo         | 1-0 | 2-0 | 2-0 | 1-0 | 6-0 | 5-0 | 0-0 | 3-2 | 3-1 | 2-2 | 2-0 |     |

Actualizado al 3 de junio de 2018. Fuente:

## Goleadoras
| Posición | Jugadora        | Club                   | Goles |
| -------- | --------------- | ---------------------- | ----- |
| 1        | Pernille Harder | VfL Wolfsburgo         | 17    |
| 2        | Linda Dallmann  | SGS Essen              | 12    |
| 2        | Lina Magull     | SC Friburgo            | 12    |
| 4        | Nina Burger     | SC Sand                | 10    |
| 5        | Fridolina Rolfö | FC Bayern              | 9     |
| 5        | Zsanett Jakabfi | VfL Wolfsburgo         | 9     |
| 7        | Sara Däbritz    | FC Bayern              | 8     |
| 7        | Svenja Huth     | 1. FFC Turbine Potsdam | 8     |

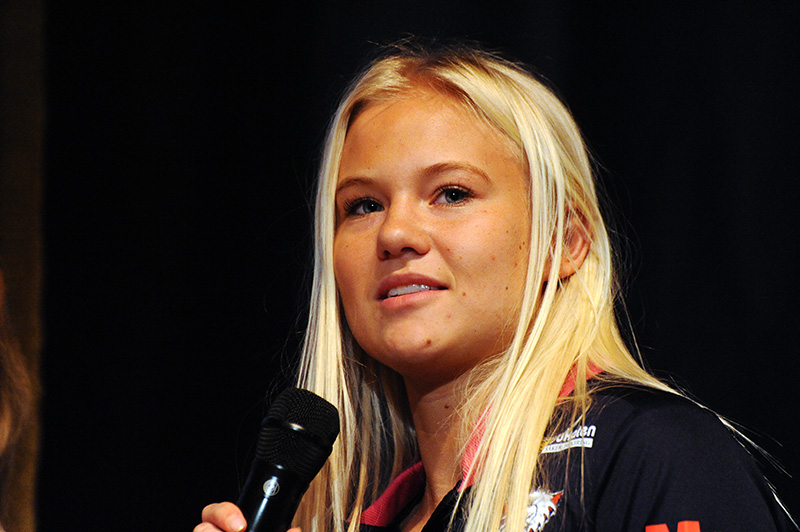
Pernille Harder, goleadora de la temporada.

Actualizado al 3 de junio de 2018. Fuente:

## Equipo Campeón
| VfL Wolfsburgo | |
|                | Porteras: Almuth Schult, Jana Burmeister, Merle Frohms Defensas: Katharina Baunach, Luisa Wensing, Nilla Fischer, Babett Peter, Noëlle Maritz, Meret Wittje, Joelle Wedemeyer, Emily van Egmond Centrocampistas: Zsanett Jakabfi, Anna Blässe, Vanessa Bernauer, Lara Dickenmann, Caroline Hansen, Isabel Kerschowski, Lena Goeßling, Sara Björk Gunnarsdóttir, Ella Masar, Kristine Minde, Cláudia Neto Delanteras: Tessa Wullaert, Alexandra Popp, Anna-Lena Stolze, Ewa Pajor, Pernille Harder, Marie Dølvik Markussen Entrenador: Stephan Lerch |